# خطف مراتي (فلم)
خطف مراتي فيلم سينمائي كوميدي مصري، أُنتج عام 1954، من بطولة أنور وجدي وصباح وليلى فوزي وفريد شوقي، وإخراج حسن الصيفي.

## قصة الفيلم
يتزوج شاب وفتاة بدون حب، يزورهما ابنة خالة الزوجة وابن عمة الزوج، تنتهز الزوجة هذه الفرصة وتتقرب لابن عمة الزوج لإثارة غيرة زوجها، يتودد الزوج أيضًا إلى ابنة خالة الزوجة لإثارة غيرتها أيضا.

## فريق العمل
- أنور وجدي في دور أنور
- صباح في دور سميرة
- ليلى فوزي في دور ميرفت
- فريد شوقي في دور فريد
- وداد حمدي
- نعمات المليجي

## أغاني الفيلم
| الأغنية        | المؤلف     | الملحن          | المغني         |
| -------------- | ---------- | --------------- | -------------- |
| أنا أكرهك      | حسين السيد | محمد عبد الوهاب | صباح           |
| إنت السبب      | فتحي قورة  | عزت الجاهلي     | صباح           |
| الحلم          | فتحي قورة  | رياض السنباطي   | صباح           |
| سلامات يا جميل | محمد حلاوة | نجيب السلحدار   | فايد محمد فايد |
| شبكتوا قلبي    | فتحي قورة  | منير مراد       | صباح           |
| شرفتنا         | فتحي قورة  | رياض السنباطي   | صباح           |

## روابط خارجية
- مقالات تستعمل روابط فنية بلا صلة مع ويكي بيانات